# Kąpiel perełkowa
Kąpiel perełkowa – rodzaj zabiegu balneologicznego polegający na kąpieli w wodzie, do której wtłaczane jest powietrze pod ciśnieniem.

## Charakterystyka
Kąpiel wykonuje się na bazie wód leczniczych lub zwykłej wody gospodarczej o temperaturze 35–37 °C. Zabieg trwa 10–20 minut i podczas kuracji uzdrowiskowej przeciętnie wykonywany jest 2–3 razy w tygodniu. Przeprowadza się go w wannach ze specjalnym rusztem na dnie, przez który wtłaczane jest powietrze o ciśnieniu 2–4 at.
Zabieg ma działanie odprężające – poprawia samopoczucie i zmniejsza ryzyko zaburzeń krążeniowych. Zalecany jest m.in. przy nerwicach i ogólnym osłabieniu. 

## Przeciwwskazania
Przeciwwskazania w stosunku do kąpieli perełkowej są podobne jak dla czynnika termicznego i hydrostatycznego. Przy zastosowaniu wody leczniczej dotyczą dodatkowego działania i przeciwwskazania stosownie do danego rodzaju wody.

## Uzdrowiska wykonujące zabieg
- Lądek-Zdrój
- Krynica-Zdrój
- Rabka-Zdrój
- Rymanów-Zdrój

- Nałęczów[1]
- Cieplice Śląskie Zdrój[2]
- Supraśl[3]